# Cross You Out
„Cross You Out“ je píseň anglické zpěvačky Charli XCX, kterou nahrála ve spolupráci s americkou zpěvačkou Sky Ferreirou. Zveřejněna byla 16. srpna 2019 jako čtvrtý singl ze zpěvaččina třetího alba Charli. Producenty písně jsou A. G. Cook a Lotus IV. Pojednává o tom, jak Charli XCX „nechala několik dost traumatických lidí ze své minulosti za sebou“.